# Nowa Wieś (Skrzynka)
Nowa Wieś – część wsi Skrzynka w Polsce, położona w województwie małopolskim, w powiecie dąbrowskim, w gminie Szczucin.
W latach 1975–1998 Nowa Wieś należała administracyjnie do województwa tarnowskiego.